# 1991 EJ4
1991 EJ4 är en asteroid i huvudbältet som upptäcktes den 12 mars 1991 av den belgiske astronomen Henri Debehogne vid La Silla-observatoriet.
Den har en diameter på ungefär 24 kilometer.